# Lily Carlstedt
Lily Carlstedt (Dinamarca, 5 de marzo de 1926-14 de junio de 2002) fue una atleta danesa, especialista en la prueba de lanzamiento de jabalina en la que llegó a ser medallista de bronce olímpica en 1948.

## Carrera deportiva
En los JJ. OO. de Londres 1948 ganó la medalla de bronce en el lanzamiento de jabalina, llegando hasta los 42.08 metros, siendo superada por la austriaca Herma Bauma (oro con 45.57 m) y la finlandesa Kaisa Parviainen (plata con 43.79 metros).